# Westuffeln
Westuffeln ist ein Ortsteil der Gemeinde Calden im nordhessischen Landkreis Kassel.

## Geographie
Westuffeln liegt zwischen bewaldeten Hügeln in der Westuffelner Senke. Es befindet sich nordwestlich des Hauptorts an der Mündung der kleinen Lohbeeke in die Nebelbeeke, die beim westlichen Nachbardorf Obermeiser in die Warme mündet. Südlich des Dorfs verläuft die Bundesstraße 7, die von dieser abzweigende Landesstraße 3233 durchquert den Ort. In Westuffeln besteht ein Unternehmen, welches Mineralwassers abfüllt, das aus dem Wilhelmsthaler Mineralbrunnen gepumpt wird. Bis Ende 2023 wurde es unter dem Namen „Caldener“ in Flaschen abgefüllt regional verkauft. 

## Geschichte

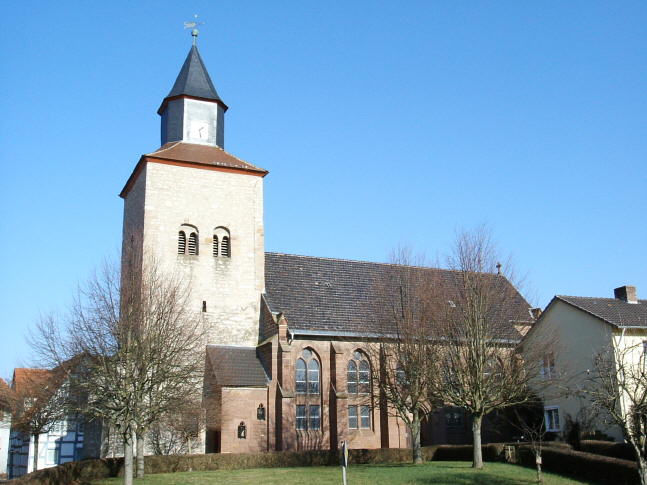
Kirche in Westuffeln Mitte

Die älteste bekannte urkundliche Erwähnung des Orts stammt aus dem Jahr 965 unter dem Namen Vfloun et altera Ufloun, in einer Schenkungsurkunde des Kaisers Otto I. an die Kirche des heiligen Mauritius zu Magdeburg.
Auf dem Westuffelner Friedhof steht ein seltenes Predigerhäuschen aus dem Jahre 1694. Die Dorfkirche hat einen im romanischen Baustil errichteten Kirchturm und ein gotisches Kirchenschiff.
Im Zuge der Gebietsreform in Hessen wurde zum 1. Februar 1971 die bis dahin Selbständige Gemeinde Westuffeln auf freiwilliger Basis in die Gemeinde Calden eingemeindet. Mit der Eingliederung in den neu geschaffenen Landkreis Kassel am 1. August 1972 war die Gebietsreform für Calden abgeschlossen. Für alle ehemals eigenständigen Gemeinden von Calden wurden Ortsbezirke mit Ortsbeirat und Ortsvorsteher nach der Hessischen Gemeindeordnung gebildet.

## Bevölkerung
Einwohnerstruktur 2011
Nach den Erhebungen des Zensus 2011 lebten am Stichtag dem 9. Mai 2011 in Westuffeln 1500 Einwohner. Darunter waren 18 (1,2 %) Ausländer.
Nach dem Lebensalter waren 303 Einwohner unter 18 Jahren, 627 zwischen 18 und 49, 315 zwischen 50 und 64 und 255 Einwohner waren älter. Die Einwohner lebten in 600 Haushalten. Davon waren 126 Singlehaushalte, 168 Paare ohne Kinder und 246 Paare mit Kindern, sowie 54 Alleinerziehende und 3 Wohngemeinschaften. In 99 Haushalten lebten ausschließlich Senioren und in 417 Haushaltungen lebten keine Senioren.
Einwohnerentwicklung 
- 1585: 90 Haushaltungen[2]
- 1747: 75 Haushaltungen[2]

| Westuffeln: Einwohnerzahlen von 1834 bis 2015 | Westuffeln: Einwohnerzahlen von 1834 bis 2015 | Westuffeln: Einwohnerzahlen von 1834 bis 2015 | Westuffeln: Einwohnerzahlen von 1834 bis 2015 | Westuffeln: Einwohnerzahlen von 1834 bis 2015 |
| --- | --------------------------------------------- | --------------------------------------------- | --------------------------------------------- | --------------------------------------------- |
| Jahr |                                               |                                               |                                               | Einwohner                                     |
| 1834 | 1834                                          |                                               | 686                                           | 686                                           |
| 1840 | 1840                                          |                                               | 640                                           | 640                                           |
| 1846 | 1846                                          |                                               | 733                                           | 733                                           |
| 1852 | 1852                                          |                                               | 698                                           | 698                                           |
| 1858 | 1858                                          |                                               | 683                                           | 683                                           |
| 1864 | 1864                                          |                                               | 690                                           | 690                                           |
| 1871 | 1871                                          |                                               | 717                                           | 717                                           |
| 1875 | 1875                                          |                                               | 672                                           | 672                                           |
| 1885 | 1885                                          |                                               | 648                                           | 648                                           |
| 1895 | 1895                                          |                                               | 584                                           | 584                                           |
| 1905 | 1905                                          |                                               | 596                                           | 596                                           |
| 1910 | 1910                                          |                                               | 595                                           | 595                                           |
| 1925 | 1925                                          |                                               | 632                                           | 632                                           |
| 1939 | 1939                                          |                                               | 643                                           | 643                                           |
| 1946 | 1946                                          |                                               | 1.053                                         | 1.053                                         |
| 1950 | 1950                                          |                                               | 984                                           | 984                                           |
| 1956 | 1956                                          |                                               | 909                                           | 909                                           |
| 1961 | 1961                                          |                                               | 859                                           | 859                                           |
| 1967 | 1967                                          |                                               | 838                                           | 838                                           |
| 1980 | 1980                                          |                                               | ?                                             | ?                                             |
| 1990 | 1990                                          |                                               | ?                                             | ?                                             |
| 2000 | 2000                                          |                                               | ?                                             | ?                                             |
| 2011 | 2011                                          |                                               | 1.500                                         | 1.500                                         |
| 2015 | 2015                                          |                                               | 1.494                                         | 1.494                                         |
| Datenquelle: Historisches Gemeindeverzeichnis für Hessen: Die Bevölkerung der Gemeinden 1834 bis 1967. Wiesbaden: Hessisches Statistisches Landesamt, 1968. Weitere Quellen: ; Gemeinde Calden; Zensus 2011 |                                               |                                               |                                               |                                               |

Historische Religionsangehörigkeit
Die Religionszugehörigkeit war 1961: 735 evangelische (= 85,56 %), 122 katholische (= 14,20 %) Einwohner.

## Sport
Im Ort ansässig ist der Turnverein Westuffeln 1909 mit fünf Sparten und rund 700 Mitgliedern. Westuffeln verfügt über zwei Sportplätze an der Struthkampfbahn und eine vereinseigene Turnhalle, die in den Jahren 1952 bis 1957 zum Großteil in Eigenleistung gebaut und finanziert wurde. Die Fußballmannschaft hat eine Spielgemeinschaft mit dem Nachbarort Obermeiser.

## Verkehr
Die Bundesstraße 7 passiert Westuffeln im Süden, wodurch eine Anbindung an der Großstadt Kassel im Südosten und der Kleinstadt Warburg im Nordwesten besteht. Die Landesstraße 3233, beginnend mit der Abfahrt an der B7, führt durch den Ort und verlässt diesen in nordöstlich Richtung weiter nach Grebenstein und Immenhausen. Die Kreisstraße 30 durchquert Westuffeln Richtung Obermeiser und zeichnet in diesem Bereich den alten Verlauf der B7.
Die Buslinie 130 verbindet Westuffeln mit Volkmarsen, Obermeiser, Calden, Burguffeln und Grebenstein. Weitere Busverbindungen in die umliegenden Dörfer bestehen.

## Söhne und Töchter der Gemeinde
- Fritz Rehbein (1911–1991), Kinderchirurg in Göttingen und Bremen